# گتاپ
گتاپ (به ارمنی: Գետափ) یک روستا در ارمنستان است که در استان آراگاتسوتن واقع شده‌است.  در  کیلومتری شمال آشتاراک، مرکز استان آراگاتسوتن واقع شده است.

## خصوصیات
گتاپ ۱۸۳ نفر جمعیت دارد و در ارتفاع  متر بالاتر از سطح دریا قرار گرفته است.